# Metaphidippus crassidens
Metaphidippus crassidens là một loài nhện trong họ Salticidae.
Loài này thuộc chi Metaphidippus. Metaphidippus crassidens được Otto Kraus miêu tả năm 1955.